# William H. Hays
William Harrison Hays, Sr. (5 de noviembre de 1879 – 7 de marzo de 1954) fue quien dio nombre al Código Hays, que censuraba películas estadounidenses, presidente del Comité Nacional Republicano (1918–1921) y Director General de Correos de Estados Unidos desde 1921 a 1922.
Hays nació en Condado de Sullivan (Indiana).  Fue el director de la exitosa campaña de Warren G. Harding para la presidencia de los Estados Unidos de América en las elecciones presidenciales de 1920 y posteriormente fue nombrado Director General de Correos por Harding. Después de un año en el cargo, renunció para convertirse en el primer presidente de la MPPDA (Asociación de Productores y Distribuidores de Cine de América) de los estudios de Hollywood hasta que se jubiló en 1945.  En el periodo de la posguerra, esta organización pasó a llamarse Motion Picture Association of America (Asociación Cinematográfica de América, MPAA).

## Jefe de la MPPA
Hays dimitió de su puesto en el gabinete el 14 de enero de 1922, para convertirse en el primer presidente de la  Asociación de Productores y Distribuidores de Cine de los Estados Unidos (MPPA) poco después de fundarse la organización. El 6 de marzo de ese año comenzó su nuevo trabajo, con un salario de 100.000 dólares al año.  
El objetivo de la organización era renovar la imagen de la industria cinematográfica luego del escándalo surgido a raíz de la violación y asesinato de la actriz Virginia Rappe, supuestamente atribuidos a Roscoe Arbuckle, así como debido a peticiones principalmente por parte de grupos protestantes de una censura federal de las películas. La contratación de Hays para "limpiar las películas" fue, al menos en parte, una táctica de relaciones públicas y se hizo gran hincapié en sus credenciales conservadoras, incluyendo su papel como diácono presbiteriano y anterior presidente del Partido Republicano. 
La función principal de Hays era convencer al consejo censor del Estado de que no censurasen películas específicas en el acto, y reducir el impacto económico que provocaba los cortes y las ediciones del consejo. En aquella época, las leyes estatales requerían a los estudios que pagasen al consejo censor por el metraje eliminado y por cada intertítulo editado. Además, por supuesto, los estudios tenían el gasto de duplicar y distribuir diferentes versiones de cada película censurada para el estado o los estados que se adherían a la decisión de un consejo en particular.
Hays intentó reducir los costes de los estudios (y mejorar la imagen de la industria en general) aconsejando individualmente a los estudios sobre cómo producir películas para reducir la posibilidad de que la película fuera cortada. Cada consejo mantenía sus "criterios" en secreto (si en verdad tenían algún criterio). Por eso, Hays estaba obligado a intuir lo que cada consejo permitiría o no permitiría. Al principio, aplicaba lo que llamaba "La Fórmula" pero no fue especialmente exitosa. A partir de él, desarrolló un grupo de pautas que llamaba "Los Nos y los Ten Cuidado". En general, sus esfuerzos en el preestreno y la autocensura fueron infructuosos a la hora de acallar las peticiones de censura federal. 
Irónicamente, los obispos católicos y los laicos tendían a recelar de la censura federal y favorecían el acercamiento de autocensura de Hays; éstos incluían el católico profano y franco Martin Quigley, editor de Exhibitors Herald-World (una revista comercial para expositores independientes). Durante varios meses de 1929, Martin Quigley, Joseph Breen, el padre Daniel A. Lord S.J., el padre FitzGeorge Dinneen S.J., y el padre Wilfred Parsons (editor de Catholic publication America) discutieron sobre la conveniencia de un código para las películas nuevo y más estricto. Con la bendición del cardenal George W. Mundelein de Chicago, el padre Lord autorizó el código, que más tarde se conocería como "El Código de Producción", "El Código", y "El Código Hays". Se presentó a William Hays en 1930 que dijo “Casi se me salen los ojos cuando lo leí. Esto era exactamente lo que estaba buscando.” 
Los jefes de los estudios estaban menos entusiasmados y  todos aceptaron que el Código fuera la regla de la industria, pero con muchos resquicios que permitían que los productores de los estudios ignorasen la aplicación de la oficina de Hays. Desde 1930 hasta 1934, el Código Hays fue solo ligeramente efectivo en la lucha contra las peticiones de censura federal. No obstante, todo se acabó cuando se extendieron las amenazas de boicots católicos a películas inmorales y se redujo la financiación de por gente como Amadeo Giannini (Banco de América). Los estudios garantizaron una autoridad completa a la MPPA para que hiciese cumplir el Código en todos los estudios, creando un régimen relativamente estricto de autocensura que duró décadas (el Código fue apartado en los años sesenta cuando la MPPA adoptó el sistema de clasificación por edades que se usa actualmente).
La mejor manera de resumir la filosofía de Hays podría ser mediante una frase que supuestamente dijo a un director de cine: "Cuando haces que una mujer cruce sus piernas en una película, a lo mejor no necesitas ver cómo puede cruzarlas y mantenerse dentro de la ley, sino cómo de bajas puede cruzarlas y aun así ser interesante."

## El Código Hays
El Código enumeraba tres "Principios Generales":
1. No se producirá ninguna película que rebaje los principios morales de aquellos que la vean. Por consiguiente, nunca se debe dirigir la simpatía del público hacia el lado del crimen, el mal o el pecado.
2. Se presentarán los principios de vida correctos, sujetos solamente a los requisitos del drama y el entretenimiento.
3. La ley, natural o humana, no será ridiculizada, ni se creará simpatía hacia su violación.

Además, se detallaron unas "Aplicaciones Particulares" a estos principios:
- La desnudez y los bailes sugestivos estaban prohibidos.
- La ridiculización de la religión estaba vedado, y los ministros religiosos no podían ser representados como personajes cómicos o villanos.
- La representación del consumo de drogas ilegales no estaba permitido, así como el consumo de licor "cuando no lo requería el argumento o la propia caracterización del personaje."
- Los métodos de crimen (como el forzamiento de cajas fuertes, el incendiarismo o el contrabando) no se podían presentar explícitamente.
- Las referencias a presuntas "perversiones sexuales" (como la homosexualidad) y a las enfermedades venereas estaban prohibidas, así como la representación del parto.
- La sección del idioma prohibía varias palabras y frases que eran consideradas ofensivas.
- Las escenas de asesinato tenían que ser filmadas de manera que desalentasen las imitaciones en la vida real, y los asesinatos brutales no podían ser mostrados en detalle.
- "La venganza, en nuestros días" no se justificaría.
- La santidad del matrimonio y del hogar tenía que mantenerse.
- "Las Películas no deben inferir que las formas bajas de relaciones sexuales son aceptadas o comunes."
- El adulterio y el sexo ilícito, aunque ser reconocía que a veces eran necesarios para el argumento, no podían ser explicitados o justificados, y podían presentarse como una opción atractiva.
- Los retratos de mestizaje estaban prohibidos.
- "Las escenas de pasión" no podían introducirse a menos que fuesen esenciales para el argumento.
- "Los besos excesivos y lascivos" tenían que ser evitados, junto con cualquier otro tratamiento que pudiera "estimular el elemento más bajo y básico."
- La bandera de los Estados Unidos debía ser tratada respetuosamente, y el pueblo e historia de otras naciones debían ser presentados "justamente."
- "La vulgaridad", definida como "temas bajos, vergonzosos y desagradables, aunque no necesariamente malos" debían de ser tratados bajo los "dictados del buen gusto."
- La pena de muerte, los "métodos de tercer grado" (tortura), la crueldad con niños y animales, la prostitución y las operaciones quirúrgicas tenían que ser tratadas con sensibilidad similar.

## Muerte
Después de su jubilación, William H. Hays regresó a Sullivan, Indiana donde murió el 7 de marzo de 1954.

## Familia
Su hijo, Will H. Hays, Jr., fue fiscal y el alcalde de Crawfordsville (Indiana), y hoy en día allí hay una calle que lleva su nombre.
- Datos: Q2094258
- Multimedia: Will H. Hays / Q2094258